# Forgács Zsuzsa
Forgács Zsuzsa Bruria (Budapest, 1955 –) magyar író.

## Élete
Az Eötvös Loránd Tudományegyetem bölcsészkara történelem-filozófia szakának elvégzése után 1980-tól tizenhárom évet az Amerikai Egyesült Államokban, New Yorkban töltött, ahol többek között szociológiát tanult a New York City University-n. Volt bírósági tolmács, felszolgáló, festékkaparó-restaurátor, korrepetitor, idősgondozó, újságfelolvasó vakoknak, bankpénztáros, magántitkárnő, babysitter, gimnáziumi történelem tanár, egyetemi szociológia előadó, és részt vett számos szociológiai kutatásban, főleg a szegénység, menedékhely, deviancia és prostitúció témakörökben. 1993-ban hazatelepült. Azóta elsősorban fordításból, publicisztikából és alkalmankénti forgatókönyvírásból, valamint dokumentumfilmek forgatásából él. Első novellája a Mozgó Világban jelent meg 1980-ban. Első könyve pedig Talált nő címmel jelent meg 1995-ben a Q.E.D. kiadónál, Szegeden. Legeza Ilona szerint Forgács Zsuzsa Talált nő kötete „prózában megrögzített létállapot-felméréseket, ál-lírai személyiségmegnyilvánulásokat, groteszkbe és abszurdba ágyazott filozofémákat, ókori történetbe, történeti keretbe épített önvallomásokat, pornográf históriákba sajtolt feminista és antifeminista traktátusokat, családi anti-idillbe épített mentalitástörténetet” ír. Csejdy András viszont így jellemzi: "A Talált nő próza. Olyan bátor szöveg, ami méltán kavart bele a lavórba, amikor részei itt-ott (Holmi, 2000 stb.) megjelentek. Egyszer akárkinek elsülhet a keze, mondogatta az a pár kivétel, aki képben volt a piacon, aztán szaporodtak az írások, egyre markánsabban karcos hangon szóltak a novellák, szokatlan őszinteséggel női intimitásokról, élethelyzetekről, és hiperplasztikusan arról a New Yorkról, aminek néhány honfitársunk hiába rugaszkodott már. Most egyben van ez a könyv, és be kell lássuk, valami megtört, megtörtént a magyar prózai berkekben, ugyanis anélkül olvasmányos minden egyes novella és a füzér egésze, hogy a szerző a legkisebb engedményt tenné a minőség rovására. Forgács belülről képes beszélni a testről. Legyen ormótlan, szőrös hájrengeteg vagy egy remekbe szabott, formás pénisz, nem kertel, erőt vesz magán, és nem hajlandó tudomást venni a bevett, prűd irodalmi beszédmódról. Nekitámasztják a falnak, felolvadnak benne férfiak és körbefolyja őket, a műtőben terpeszkedik abortuszra várva, remeg, és fáj, és jó neki, és vonszolódik."

## Munkássága, megjelenési helyük szerint
Az alábbi felsorolás a szerző publikációi a Szépírók Társasága honlapján:

### Irodalmi és társadalmi folyóiratok
- Élet és Irodalom
- Café Bábel
- Holmi
- Magyar Lettre International
- Mozgó Világ
- Múlt és Jövő
- 2000
- Napló (szamizdat)
- Nappali Ház
- Nőszemély
- Sine Morbo

### Napi-, havi- és hetilapok
- Beszélő
- HVG
- Magyar Narancs
- Magyar Hírlap
- Népszabadság
- Premier

### Honlapok
- www.kontextus.hu
- www.sziget.hu
- www.litera.hu
- www.readme.cc

### Magyar antológiák
- Hasbeszélő a Gondolában, 1988[8]
- Alibi, 2003
- Eurovízió, 2004
- Éjszakai állatkert, 2005 – anyaszerkesztője, egyik szerzője[9]
- Szomjas oázis, Jaffa, 2007  – anyaszerkesztője, egyik szerzője[10]
- A Szív kutyája 2010, Jaffa – Lányok és apák antológiája – anyaszerkesztője, egyik szerzője
- Dzsungel a szívben – Lányok és anyák antológiája, Jaffa, 2010 – anyaszerkesztője, egyik szerzője[5]
- Körkép 2011, Magvető

### Külföldi antológiák
- Hungarian VisitCarD (CD-ROM), Magyarország soknyelvű irodalmi névjegye, holland, finn, orosz, szlovák, bolgár, német nyelven, Typotex, 2006, ISBN 963-9664-03-0[11]
- New Hungarian Quarterly, 1990
- Wespennest, Ausztria, 1991
- Nouri Voima Helsinki, 1997
- Een Paar dat Pools Praat, Hollandia, 1998
- Kettenbrücke, Deutsche Taschenbook Verlag, 1999
- Königreich am Rande, Berlin, 1999
- Death of an Actor, Delhi, India, 2001
- Scittori ungheresi allo speccio-Blitzwitz Olaszország, 2003
- In Zee met Elf Hongaren, Hollandia, 2004
- De tweede ronde, Herfst, Hollandia, 2004
- Podsvätie Hung(a)ry Kitchen, Drewo a srd, Pozsony, 2004
- Armada, Hedendaags Hongaars, Amszterdam, 2004

### Könyvek
- Talált nő, 1995
- Éjszakai állatkert, antológia a női szexualitásról, 2005 – anyaszerkesztője, egyik szerzője
- Szomjas oázis, antológia a női testről, 2007 – anyaszerkesztője, egyik szerzője
- Dzsungel a szívben, történetek lányok és anyák kapcsolatáról, 2010 – anyaszerkesztője, egyik szerzője
- A szív kutyája, történetek lányokról és apák kapcsolatáról, 2010 – anyaszerkesztője, egyik szerzője

### Filmek
- Megértés terrorja (kísérleti film Forgách Andrással, Balázs Béla filmstúdió), 1976/78 – szerző, szereplő
- Játszótéri hírek (13 részes dokumentumfilm gyerekekkel), 1994/95 –szerkesztő, szerző
- Hit, bizalom, idill (három részes szubjektív híradó a választásokról, gyerekekkel), 1994/1998/2002 – szerkesztő, szerző
- Kinek a szabadsága?, felvilágosító film a prostitúcióról, 2006 – szerkesztő, szerző

### Forgatókönyvek
- Tékozló lány, 1997
- Tiltott Város, 1998
- Rózsaszín kóma, 1999
- Negyedik típusú szomszédok, 2000

### Underground Színház 1973–1980
- Öt könnyű előjáték – szerző

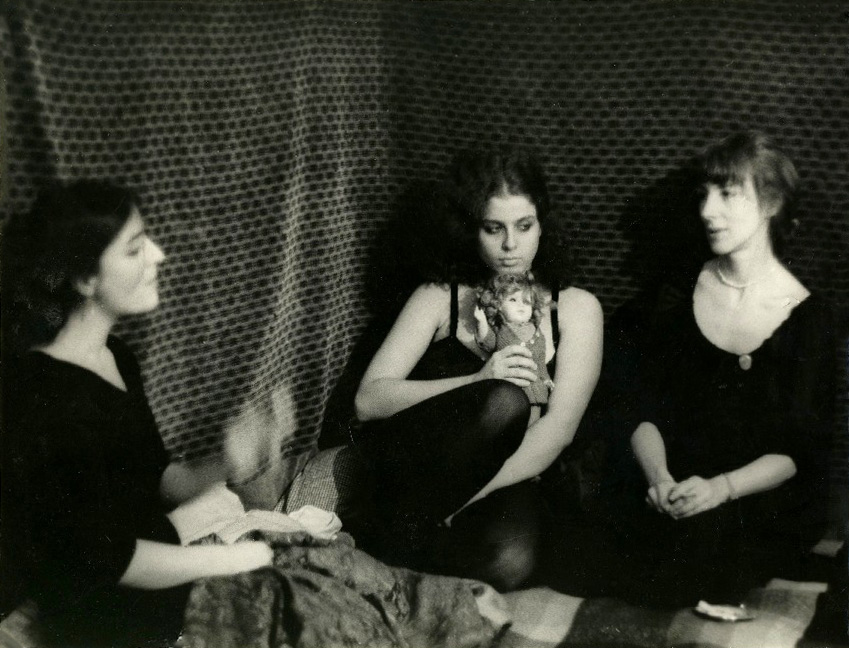
A Szoba lányai: Kamondy Ágnes, Forgács Zsuzsa Bruria, Scherter Judit

- A Szoba lányai (Jean Genet: Cselédek átirata) – kollektív alkotás
- Vizsgálat egy minden gyanú fölött álló polgár ügyében ("one woman show" az azonos című film alapján) – szerző, előadó
- Megértés terrorja – szerző, előadó
- Szerelem a próbababámmal (happening) – szerző, előadó
- Felfújhatós Mária (happening)  – szerző, előadó
- Jean Genet: Cselédek – átírva one woman showra – szerző, előadó
- Orosz darab – szerző, előadó

## Díjai
- Artisjus-díj (2009, irodalmi ösztöndíj)[12]